# Kolodium
Kolodium (kolodion) – roztwory nitrocelulozy o stężeniu 4–10% w rozpuszczalnikach organicznych, np. w mieszaninie eteru etylowego (50–75%) z etanolem (20–70%) lub acetonu (ok. 90%) z izopropanolem (ok. 5%). Mogą zawierać dodatki, np. kamforę i olej rycynowy.
Stosowane są w procesie kolodionowym w fotografii, w powielaczach jako składnik matrycy kolodionowej, do produkcji lakierów, jako składnik niektórych materiałów wybuchowych, np. prochu nitrocelulozowego, jako środek artystyczny do imitacji blizn i zmarszczek, a także w medycynie (zob. Kolodium (preparat farmaceutyczny)).